# بطولة الأمم الخمس 1953
بطولة الأمم الخمسة 1953 (بالإنجليزية: 1953 Five Nations Championship)‏ هو الموسم 59 من  بطولة الأمم الخمسة. كان عدد الأندية المشاركة فيه  5، وفاز فيه منتخب إنجلترا الوطني لاتحاد الرغبي.